# Esteve Barber Vidal
Esteve Barber Vidal (Almenar, 1922 - 2007) fou un empresari i polític almenarenc. Va ser propietari agrícola i a l'hora regentava una botiga familiar de queviures. Fou Alcalde d'Almenar als anys 1953 i 1954 i va ser president del Sindicat de Regants d'Almenar des de 1966 fins al 2002. Sempre va ser un defensor dels drets històrics del municipi.
L'any 1984 Esteve Barber va ser nomenat president de la Junta de Govern del Sindicat de Regants del Canal de Pinyana i séquia de Fontanet. La junta representava als regants i usuaris de Pinyana i Fontanet i s'ocupava de l'assessoria per resoldre conflictes. El seu antecessor, Pau Barri Codina, va impulsar canvis en l'estructura orgànica de la Comunitat i també modernitza físicament el canal i la séquia. Esteve Barber va ser continuista en la seva manera de fer. Per iniciativa del Sindicat de regants d'Almenar es va incorporar un sistema d'etiquetes identificatives dels regants en les pales dels ulls per respectar l'ordre i aprofitar l'aigua.
L'any 1992 es van reunir els representants de la Generalitat, el Govern Central i la Comunitat de Regants i van aprovar el Pacte de Castellonroi amb la finalitat de millorar les infraestructures per reduir el consum d'aigua i millorar la seva gestió. També es van produir litigis contra la Confederació Hidrogràfica de l'Ebre (CHE) per l'incompliment dels acords de separació de zones entre el Canal de Pinyana i el Canal d'Aragó i Catalunya.
El seu mandat es caracteritza per la lluita dels interessos dels regants del canal davant dels industrials. Però també per establir una estabilitat entre els regants del nord i del sud del territori perquè es donava el cas d'una gran demanda de l'aigua per ús agropecuari, de consum de boca i industrial.
El 1991 va rebre un homenatge per la seva tasca al llarg de 25 anys al servei del canal de Pinyana. A aquest acte van assistir l'alcalde d'Almenar Simó Bardají, el president del canal i paer en cap de Lleida, Antoni Siurana, el comissari d'aigües del CHE, el delegat ministerial del canal, síndics i altres personalitats. Esteve Barber va acabar la seva presidència de la Comunitat Central de Regants del Canal de Pinyana i Séquia de Fontanet el 2001.